# Марк Дизен
Марк Дизен (на английски: Mark Diesen) е американски шахматист, международен майстор от 1976 г.
През април 2008 г. има ЕЛО коефициент 2409, който е непроменян от януари 2004 г. Световен шампион за юноши до 20 г. през 1976 г.
Същата година участва в световното отборно студентско първенство, проведено в Каракас. Играе на 4-та дъска и постига 4,5/7 т. (3+ 3= 1– ). Носител е на сребърен отборен медал от шампионата.